# Porta Montanara (Rimini)
Porta Montanara, storicamente conosciuta come Porta Sant'Andrea, è un'antica porta romana della città di Rimini, nella regione dell'Emilia-Romagna, Italia settentrionale.
Costruita dopo la guerra civile di Silla nel primo secolo a.C., la costruzione originale comprendeva due archi. L'arco rivolto a nord fu murato già nel primo o secondo secolo d.C. e incorporato in una cantina medievale. Fu scoperto a seguito del bombardamento aereo alleato durante la Seconda guerra mondiale.  Dopo la liberazione di Rimini, l'arco rivolto a sud fu distrutto dalle forze alleate occupanti per facilitare il passaggio dei carri armati attraverso la città. Nel 1949, l'arco rimanente fu smontato e riassemblato nel cortile del Tempio malatestiano. Dopo essersi spostato di alcuni metri nel 1979, fu restaurata vicino alla sua posizione originale nel 2004, all'estremità meridionale del cardo maximus di Rimini, sulla strada per la Valmarecchia.

## Storia

### Antichità ed epoca medievale
Porta Montanara fu costruita nel primo secolo a.C. La sua costruzione è attribuita alla fortificazione della città dopo la guerra civile di Silla. La colonia romana di Ariminum (l'odierna Rimini) fu inizialmente controllata dagli oppositori di Silla, e ospitò brevemente Gneo Papirio Carbone nel 82 a.C. La città fu saccheggiata dall'esercito di Silla, richiedendo la ricostruzione delle sue fortificazioni difensive. Porta Montanara era situata all'estremità meridionale del cardo maximus di Ariminum, la strada principale nord-sud (l'odierna Via Giuseppe Garibaldi). Forniva l'accesso alla strada per Arretium (l'odierna Arezzo) attraverso la valle del Marecchia, e ai insediamenti dell'entroterra collinare riminese.
La porta originariamente comprendeva due archi. Era preceduta da un cortile di guardia con una porta interna. Già nel primo o secondo secolo d.C., l'arco rivolto a nord fu murato, mentre quello rivolto a sud fu rialzato, a causa dell'innalzamento del livello stradale. Nel 1085, la porta è registrata come Porta Sant'Andrea, dopo la vicina chiesa e il quartiere, Borgo Sant'Andrea.
Nel XV secolo, la porta fu incorporata in una serie di case, soprannominate le Case Rosse, che appartenevano alla famiglia Malatesta. Fu costruito un passaggio sopra la porta, chiuso fu incorporato nelle cantine del Palazzo Turchi. Fu attraverso le porte di Porta Sant'Andrea che, il 17 giugno 1528, le truppe dello Stato Pontificio entrarono a Rimini, ponendo definitivamente fine al dominio dei Malatesta.

### Storia moderna
Con l'arrivo della Repubblica Cisalpina nel 1797, la porta fu rinominata Porta Montanara per rimuoverne le sue connotazioni religiose. Come avvenne anche per le altre porte della città, i piani superiori della porta furono distrutti dalle truppe francesi occupanti per ospitare una batteria d'artiglieria. Nel XIX secolo, la strettezza della porta causò notevoli ingorghi per i carri in entrata o in uscita dalla città, soggetti a controlli doganali durante il passaggio. Il 6 maggio 1876, il consiglio comunale discusse una mozione per demolire la porta, portando alcuni sostenitori a danneggiarla prematuramente a colpi di piccone. Nel 1891, approvò lavori per allargare l'area circostante, riconoscendo l'arco come "di tanto imbarazzo al libero transito, e di qualche pericolo per i passanti". I lavori fecero poco per alleviare la congestione e l'arco rimase impopolare tra i residenti locali.

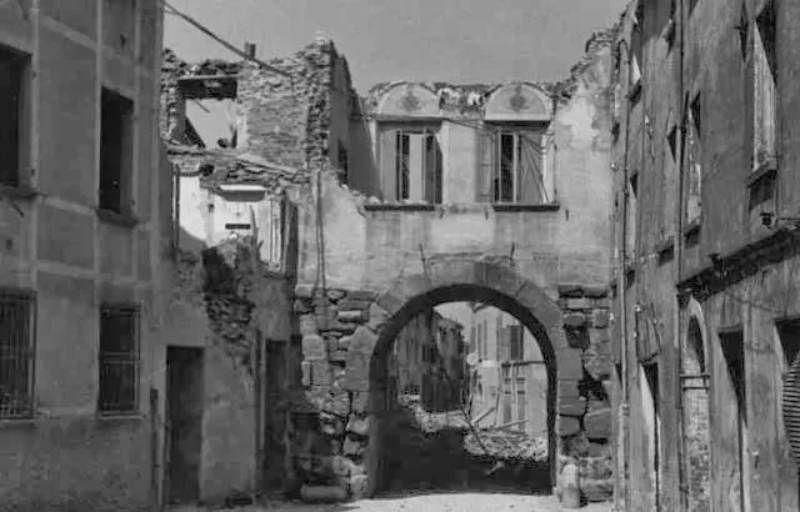
Porta Montanara dopo il bombardamento aereo alleato nel 1944, mostrando l'arco originale rivolto a sud (ora distrutto)

Dal 1916 l'arco diede il nome a una stazione sulla Ferrovia Rimini-Novafeltria. La ferrovia, che chiuse nel 1960, costeggiava le antiche mura cittadine prima di seguire il Marecchia fino a Verucchio e Mercatino Marecchia. L'edificio della stazione è ancora esistente, ma abbandonato.
Durante la Seconda guerra mondiale, la porta Montanara sopravvisse al bombardamento aereo alleato su Rimini. Il 26 marzo 1944, un bombardamento colpì il Palazzo Turchi e scoprì l'arco murato, che aveva mantenuto il suo aspetto romano. A seguito della liberazione di Rimini, l'arco non murato fu distrutto per facilitare il movimento dei carri armati sudafricani attraverso la città. Gli ingegneri quasi distrussero per errore l'Arco d'Augusto. Le pietre dell'arco demolito furono utilizzate per ripavimentare le strade distrutte.

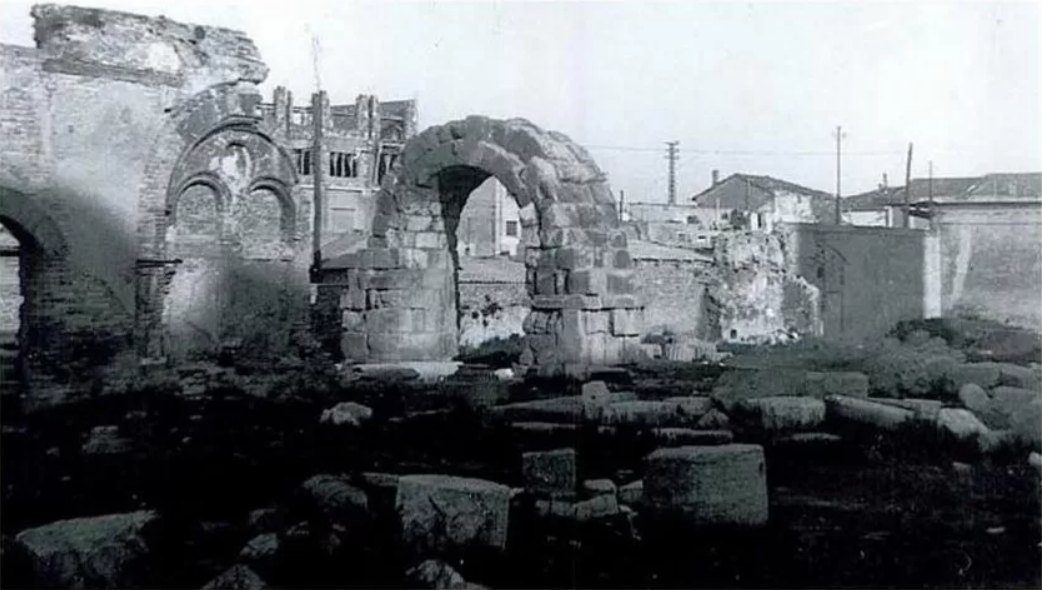
Porta Montanara dopo il suo spostamento, tra le rovine di San Francesco, circa 1953

Il 4 novembre 1946, iniziarono una serie di lavori per consolidare l'arco rimasto, non murato: un rapporto dell'ispettore comunale notò che i conci dell'arco erano frequentemente rubati, mettendo l'arco a rischio di crollo. Nonostante questi lavori, l'arco fu minacciato da piani per allargare Via Giuseppe Garibaldi. Nel 1949 il governo italiano dichiarò che non aveva valore monumentale. Così, tra novembre 1949 e giugno 1950, l'arco fu smontato e riassemblato nel cortile del Tempio malatestiano, tra i ruderi dell'ex convento di San Francesco. Il riassemblaggio dell'arco utilizzò cemento moderno, e i suoi 280 conci non furono correttamente riposizionati nelle loro posizioni originali, mentre furono aggiunti nuovi conci. Un tetto protettivo pianificato non fu mai installato sopra l'arco, lasciandolo esposto all'erosione.
Negli anni '60, a seguito di una disputa tra il Comune e la Diocesi di Rimini, il muro del nuovo mercato coperto di Rimini fu costruito attraverso l'arco. Nel 1979, per ospitare i nuovi uffici diocesani, fu smontato e riassemblato per la seconda volta in un parcheggio a pochi metri di distanza, dietro l'abside del Tempio malatestiano.
Nel 2003 iniziarono i lavori per ricollocare l'arco vicino alla sua posizione originale in Via Garibaldi, dove potesse riprendere la sua funzione di porta della città. I lavori furono finanziati dal Rotary Club Rimini, dalla Cassa di Risparmio di Rimini e da Assindustria, associazione industriale. L'arco fu inaugurato nella sua nuova posizione da Alberto Ravaioli, sindaco di Rimini, il 9 ottobre 2004. Per l'occasione fu emessa una medaglia commemorativa che raffigura su un lato i due archi originali e sul lato opposto la pianta reticolare dell'antica Rimini.

## Aspetto

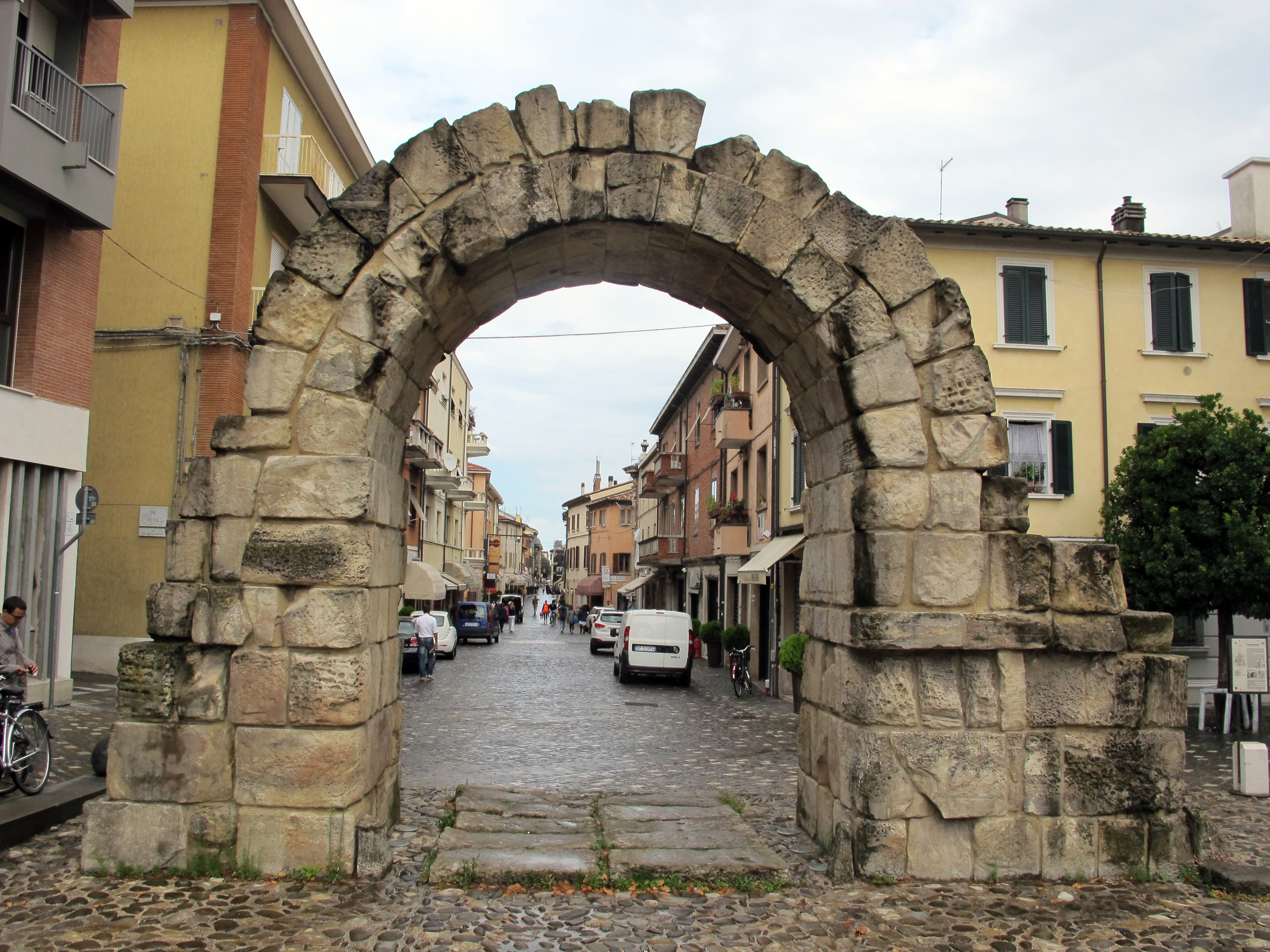
La facciata esterna di Porta Montanara, guardando verso la centrale Piazza Tre Martiri di Rimini, settembre 2013

L'arco è fatto di blocchi di arenaria provenienti dalla vicina collina di Covignano o da Pietracuta, frazione di San Leo, vicino al confine sammarinese. Il complesso originale della porta misurava 12,5 metri (41 piedi) di larghezza e 2,2 metri (7,2 piedi) di profondità, con ciascun arco ad un'altezza di 5,9 metri (19 piedi). L'arco rimanente è largo 3,45 metri (11,3 piedi). L'arco è fatto da file doppie di voussoirs.
La posizione originale della porta demolita, 40 metri (130 piedi) lungo Via Garibaldi verso Piazza Tre Martiri, può essere osservata dai cubi di selce nel pavimento della strada. Il sito originario dell'arco esistente, essendo stato murato come una cantina fino alla Seconda guerra mondiale, è ora occupato da un edificio.